# Paul Weston (politicus)
Paul Martin Laurence Weston (1965) is een rechtse, Britse politicus, anti-islamactivist en lid van het Pegida UK-bestuur. Hij werd in 2010 lid van de UK Independence Party (UKIP) en was kandidaat bij de verkiezingen voor het district Cities of London en Westminster. In 2011 verliet Weston UKIP en voegde zich bij de inmiddels opgeheven partij British Freedom Party. Deze partij bestond voornamelijk uit leden van de English Defence League (EDL) en voormalige leden van de British National Party (BNP). Hij was voorzitter van de partij Liberty GB voordat ook deze in december 2017 werd ontbonden. Sinds 2017 is hij actief voor For Britain, en hij adviseerde voormalige Liberty GB-leden zich ook bij die partij aan te sluiten. Hij is president van de Engelse tak van de International Free Press Society.

## Politieke activiteiten
Toen hij in 2010 werd geïnterviewd als lid van de UKIP beschreef hij zichzelf als een "natuurlijk conservatief" en beschreef hij immigratie als de "etnische zuivering van de Engelsen". Weston was toentertijd de UKIP-kandidaat voor het kiesdistrict Cities of London en Westminster bij de Britse algemene verkiezingen van 2010. Met een stempercentage van 1,8% eindigde Weston op de vijfde plaats. De conservatieve kandidaat, Mark Field, won de zetel met 52,2% van de stemmen.
Nadat hij UKIP had verlaten, was Weston actief voor een aantal kleinere rechtse partijen, waarbij hij voornamelijk de nadruk legde op zijn kritiek op de islam. Weston heeft zichzelf gekarakteriseerd als een 'islamo-realist' en is tegen het feit dat moslims een openbaar ambt in het Verenigd Koninkrijk kunnen bekleden. Hij maakte een video waarin hij zei: "Ik ben een racist". In een interview bracht Andrew Neil van de BBC deze video naar voren en vroeg hem: "Zie je jezelf als een racist?" Weston antwoordde: "Nee, ík niet, nee." Weston legde uit dat hij verontwaardigd was over de groepsverkrachtingen die plaatsvonden in Rotherham en Rochdale en het feit dat mensen soms bang zijn racist te worden genoemd. In de verkrachtingszaak in Rotherham speelt het vermoeden dat deze verkrachtingen niet werden onderzocht vanwege deze angst. Hij zei toen: "Als je de hele video bekijkt, is het duidelijk dat het punt wordt gemaakt dat je niet stil kunt zijn over wat er gebeurt, omdat je bang bent voor dat ene woord. Het is beter om je uit te spreken en eerlijk te zijn."

### Arrestatie

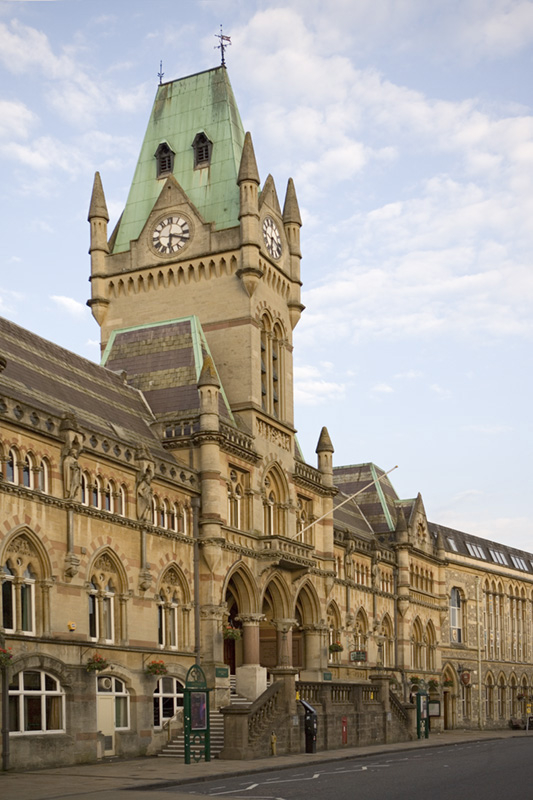
Trappen van de Winchester Guildhall waarop Weston werd gearresteerd.

Op 26 april 2014 werd Weston op de trappen van de Winchester Guildhall gearresteerd toen hij een passage las uit Winston Churchills boek The River War, waarin Churchill kritiek heeft op de islam.
In de dagen erna werd het verhaal opgepikt door verscheidene nieuwszenders. In The Telegraph vroeg Daniel Hannan, een Europarlementariër, zich af: "Waarom zou het in mij opkomen om hem te verdedigen? Waar zijn de liberalen die zo snel politieke arrestaties in verre dictaturen aanklagen? Ik realiseer me dat 'politieke arrestatie' een sterke uitdrukking is, maar het is moeilijk iets anders te denken als een kandidaat voor openbaar ambt in politiehechtenis wordt gezet vanwege bezwaren tegen de inhoud van zijn toespraak."
De politie ontkende echter dat de arrestatie iets te maken had met de inhoud van de toespraak. In een bericht aan de media verklaarde zij het volgende: "Er is ten onrechte gesuggereerd dat de heer Weston werd gearresteerd voor het citeren van passages geschreven door Winston Churchill. Ik begrijp dat hij niet welkom was in de omgeving van de Winchester Guildhall, de politie werd gebeld en hem werd gevraagd weg te gaan. Ik begrijp ook dat hij niet bereid was om daar weg te gaan en om deze reden werd gearresteerd."